# Jan Olav Gjermundshaug
Jan Olav Bjørn Gjermundshaug (* 24. Oktober 1987) ist ein norwegischer Biathlet.
Jan Olav Gjermundshaug gehört dem Verein Alvdal IL an und startet für die Profimannschaft Aker Solutions. Er bestritt seine ersten internationalen Rennen 2005 in Geilo im Rahmen des Biathlon-Europacups (später IBU-Cup) der Junioren und wurde in zwei Sprints Fünfter und 15. Weitere Einsätze folgten erst beim Saisonhöhepunkt, den Biathlon-Juniorenweltmeisterschaften 2008 in Ruhpolding, bei denen Gjermundshaug 38. im Sprint und 34. der Verfolgung wurde. In der folgenden Saison startete der Norweger in Altenberg erstmals in IBU-Cup-Rennen der Männer und gewann als 35. des Einzels und 40. des Sprints sofort erste Punkte. Nach vier Rennen, bei denen er immer Punkte gewann, auf zwei Wettkampfstationen endete zunächst die internationale Einsatzzeit. In der Saison 2009/10 kam er zu keinen internationalen Einsätzen. Bestes Resultat war in der Zeit ein neunter Platz bei den Norwegischen Sommerbiathlonmeisterschaften in Sirdal im Sprintrennen. Saison 2010/11 konnte sich Gjermundshaug wieder einen Platz im IBU-Cup-Team Norwegens erkämpfen, verpasste aber mit einem 62. Rang im ersten Saisonsprint in Beitostølen einen akzeptable Platzierung. So kam er erst wieder im späteren Saisonverlauf in Nové Město na Moravě zum Einsatz, verpasste aber erneut die Punkteränge. Eine Woche später folgte Gjermundshaugs internationaler Durchbruch. Im Sprint von Altenberg erreichte er als Drittplatzierter hinter Thomas Frei und Wiktor Wassiljew erstmals eine Podiumsplatzierung. Diese Platzierung konnte er einen Tag später im auf dem Sprint basierenden Verfolgungsrennen nicht bestätigen. Profitierte er im Sprint noch von einer fehlerfreien Schießleistung, fiel er in der Verfolgung aufgrund von sieben Fehlern auf den 20. Platz zurück.